# Asynaptops keiseri keiseri
Asynaptops keiseri keiseri es una subespecie de coleóptero de la familia Attelabidae.

## Distribución geográfica
Habita en Sri Lanka.